# Spolek výtvarných umělců Vysočiny
Spolek výtvarných umělců Vysočiny (SVUV) vzniklo v roce 1990 jako regionální spolek umělců z okresů Jihlava, Třebíč, Žďár nad Sázavou, Havlíčkův Brod a Pelhřimov. Po roce působení se umělci z okruhu Žďáru nad Sázavou osamostatnili a založili Klub výtvarných umělců Horácka. Za třicet let své činnosti uspořádal výtvarný spolek nespočet výstav a jiných kulturních aktivit nejenom v Kraji Vysočina, ale i v jiných místech České republiky a také v zahraničí – v Nizozemsku a na Slovensku. Členy Spolku výtvarných umělců Vysočiny za 30 let jeho trvání byly desítky významných osobností výtvarného umění žijících na Vysočině, jen namátkou lze jmenovat například ak. malíře Josefa Kremláčka, ak. malíře Miloslava Pečínku, ak. malíře Radka Wiesnera, ak. sochaře Karla Hyliše, Jindřicha Bošku nebo Františka Dörfla. V současnosti má spolek 24  členů a snaží se prezentovat a propagovat výtvarné umění a vysočinské výtvarné umělce tvořící v různých oblastech – v oblasti grafiky, malířství, designu, umělecké fotografie, sochařství, ale i uměleckého kovářství.

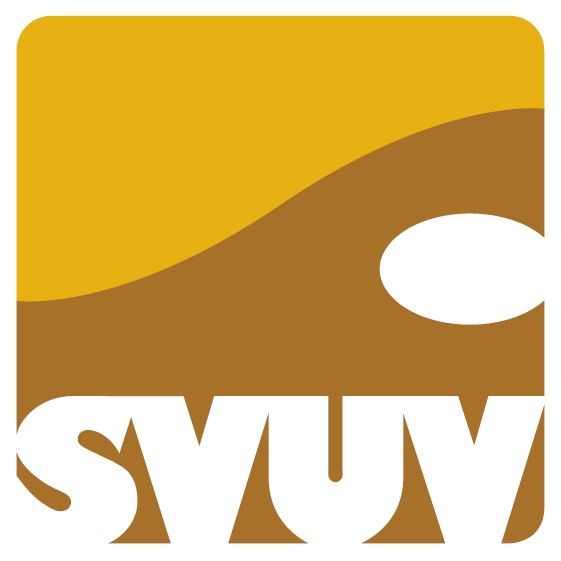
Logo spolku výtvarných umělců Vysočiny

Pro připomenutí 30. výročí vzniku Spolku výtvarných umělců Vysočiny byly v roce 2020 připraveny tři rozsáhlé prezentace současných členů spolku. První z výstav v Humpolci však musela být zrušena kvůli pandemii koronaviru. Druhá výstava v Galerii Čertův ocas v Mohelském mlýně, třetí výstava s názvem Třicítka se uskuteční v září až listopadu 2020 v Městské galerii v Dačicích.

## Členové
- Pavel Toman (* 1956, Jihlava), sochař
- Pavel Bezděčka (* 1952, Praha), fotografie, kresba, grafika a malba na PC
- Vladimír Brauner (* 1934, Prostějov), malíř, fotograf
- Eva Dolejšová (* 1957, Pelhřimov), malba, grafika
- Lidmila Dohnalová (* 1938, Jičín), malba
- Paul Ewert (* 1966, Lucemburk, Lucembursko), malíř, kreslíř, kolážista
- David Habermann (* 1979, Jihlava), sochař, jinak též Hugo Jonáš
- Ing. Jaroslav Hedvábný (* 1959, Třebíč), fotograf
- MVDr. Josef Hrdlička (* 1955, České Budějovice), sochař, fotografie, kresba, poezie
- PhDr. Jiří Hyliš (* 1953, Havlíčkův Brod),historik umění
- Ing. Lubomír Kerndl (* 1954, Brno), fotograf, sochař, malíř, designer
- Svatava Brunová Ciasnohová (* 31. července 1940, Telč), malířka
- RNDr. Petr Klukan (* 1961, Jihlava), fotograf
- Ladislav Kukla (* 15. ledna 1943, Praha), malíř
- Jan Pevný (* 1948, Jaroměřice nad Rokytnou), malíř, sochař
- Josef Prodělal (* 1947, Vacenovice), fotografie, grafika
- Mgr. Zdeněk Šplíchal (* 1948, Třebíč), malba, kresba, grafika, koláž, socha / objekt
- Vlastislav Kincl (* 23. března 1934, Jihlava), interiérový výtvarník
- Eva Milichovská (* 4. června 1932, Bohumín), malířka a scénografka
- Pavel Petrov (* 29. července 1965, Jihlava), fotograf a grafik
- Petr Vlach (* 30. dubna 1969, Jihlava), malíř
- Alice Waisserová (* 1974, Jihlava), malířka

## Bývalí členové SVUV
- Habermann Poldi (* 9. září 1955, Jihlava)
- Vladimír Werl (* 20. února 1939, Třebíč), knihař, mistr umělecké knižní vazby
- Josef Pavelka (* 30. ledna 1936, Kostice u Břeclavi), fotograf
- Jan Schneider (* 7. ledna 1941, Praha), malíř a počítačový grafik
- Zdeněk Štajnc (* 3. prosince 1948, Třebíč)
- Milan Nestrojil (* 1947, Třebíč), grafika, kresba, malba
- MgA. Arnošt Kába (1978), malba, plastika, instalace, performance
- Zdeněk Bláha (* 1. srpna 1923, Lučenec), malíř a grafik
- Jindřich Boška (* 12. ledna 1931, Vlachovo Březí), malíř a grafik
- Jan Černo (* 20. března 1946, Jihlava), fotograf
- Josef Bubeník (1965, Brno), malíř, designer
- František Dörfl (* 23. března 1934, Černá, okres Č. Krumlov), malíř a grafik
- Antonín Hoschna (* 29. května 1943, České Budějovice), keramik
- Petr Hrach (* 23. července 1941, Praha), keramik
- Karel Hyliš (* 25. března 1928, Pelhřimov), akademický sochař
- Jaroslav Dajč (* 13. února 1943, Perknov), grafik
- Petr Hyliš (* 6. března 1956, Havlíčkův Brod), akademický sochař
- Dagmar Jelínková (* 8. října 1961, Humpolec), historička umění
- Jiří Jirmus (* 22. ledna 1934, Humpolec), malíř
- Miloslav Kalina (* 5. října 1923, Jihlava), malíř a grafik
- Eva Kasalá (* 25. prosince 1961, Lomnice nad Popelkou), sklářská výtvarnice
- Svatopluk Kasalý (26. května 1944, Pelhřimov – 11. května 2021, Třešť), šperkař, sklářský výtvarník
- Jan Knor (* 10. června 1952, Jihlava), akademický malíř a restaurátor
- Kateřina Knorová (* 1. července 1953, Praha), akademická malířka a restaurátorka
- Josef Kos (* 26. července 1932, Košetice), akademický malíř a grafik
- Josef Kremláček (5. března 1937, Třebíč – 22. června 2015), akademický malíř a grafik
- Hynek Luňák (12. dubna 1926, Praha – 14. května 2014), malíř a grafik
- A. Michalowska Martínková (* 8. září 1957, Varšava), malířka a restaurátorka
- Vladimír Netolička (* 17. května 1952, Třebíč), akademický malíř a grafik
- Ladislav Novák (4. srpna 1925, Turnov – 28. července 1999), grafik
- Miloslav Pečinka (* 30. ledna 1924, Ostrava), akademický malíř a grafik
- Václav Tajovský (* 26. března 1922, Poděbaby), malíř a grafik
- Radek Wiesner (* 2. června 1965, Jihlava), akademický malíř
- Jiří Zásměta (* 20. dubna 1943, Třebíč), malíř a grafik
- Jitka Janíková (* 8. července 1963, Třebíč), ilustrátorka a výtvarnice
- Josef Macek (* 1936, Žďár nad Sázavou), malíř

## Činnost SVUV
Na své výstavy kromě kmenových členů zve výtvarníky z jiných spolků. V letech 1992–1995 uspořádalo SVU Vysočiny mezinárodní malířská symposia Čeřínek, kterých se zúčastnilo 60 výtvarníků z České republiky i zahraničí. Výstavní činnost spolku zahrnuje společné členské i autorské výstavy v regionu i na jiných místech České republiky.
Členové spolku získali mnohá ocenění na různých mezinárodních akcích.[zdroj⁠?!] Spolek ctí svobodu uměleckého názoru a respektuje generační a výtvarné rozpětí svých členů. Proto se některé členské výstavy pořádají jako Salon, kam každý člen vybírá díla dle vlastního uvážení a je omezen pouze typem a velikostí vylosovaného prostoru.

### Společenské aktivity SVUV

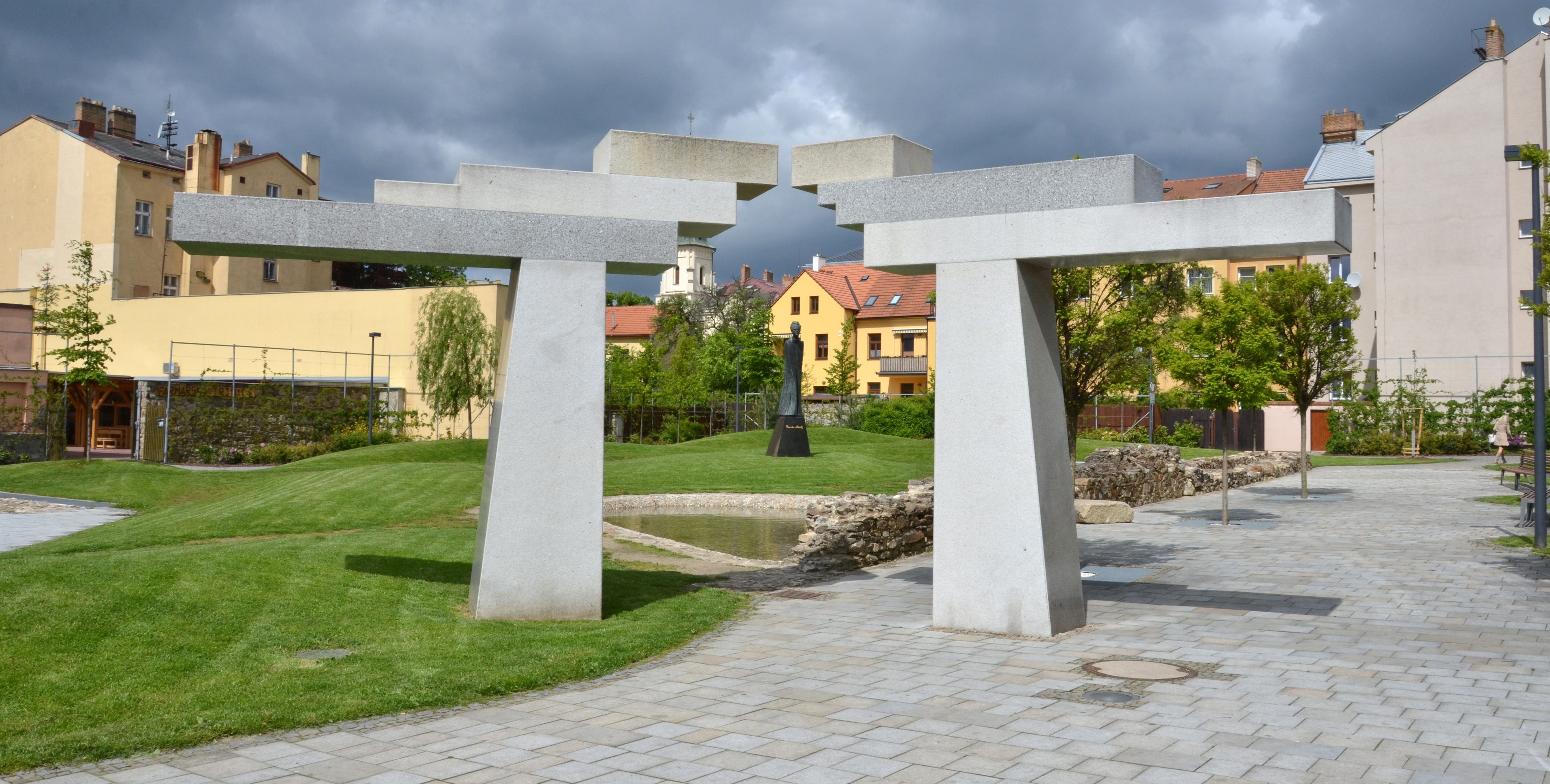
Park Gustava Mahlera, Jihlava

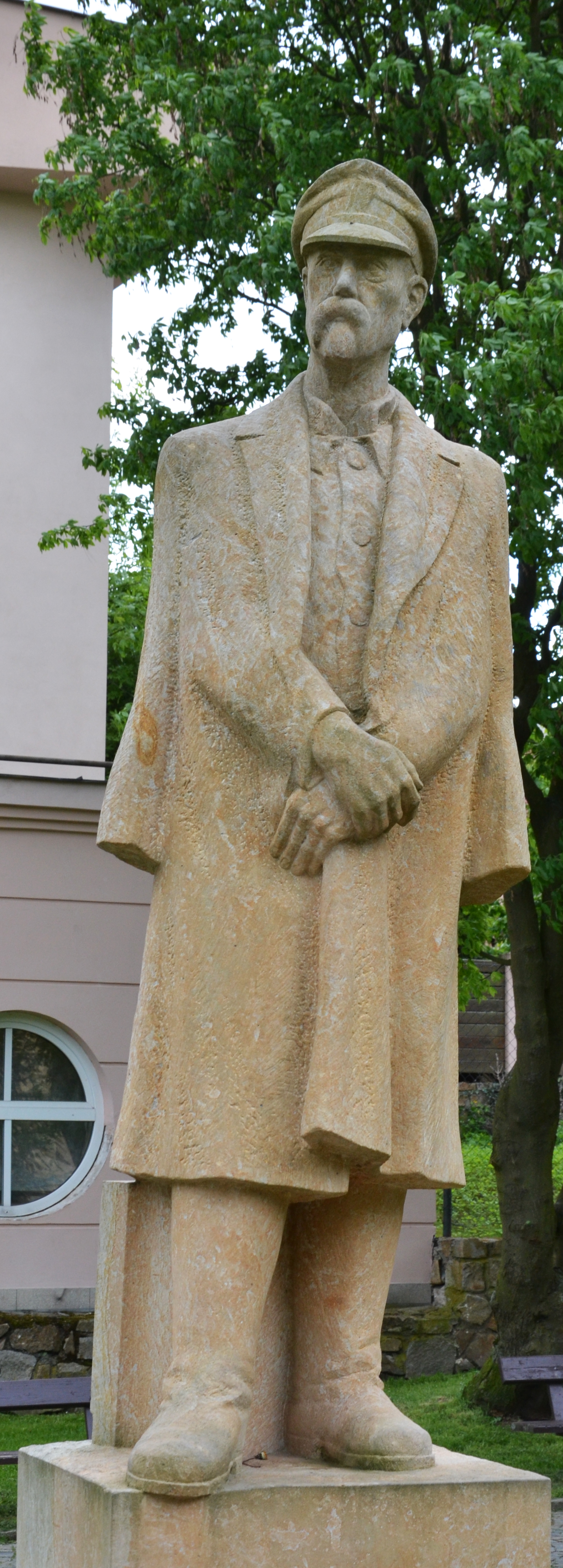
Jaroslav Šlezinger, socha T. G. Masaryka

19. listopadu 2008 uskutečnilo SVUV ve spolupráci se „Společenstvím za postavení pomníku G. Mahlera v Jihlavě“ veřejnou aukci uměleckých děl. Byla prodána díla za 111 000 Kč, čistý výtěžek předaný „Společenství za postavení pomníku G. Mahlera“ – 60 700 Kč.
Na jaře 2010 bylo SVUV požádáno o pomoc při uspořádání aukce spolkem za obnovení sochy T.G. Masaryka v Jihlavě, vytvořené známým sochařem Jaroslavem Šlezingerem. Socha byla po roce 1948 instalována před budovou jihlavského gymnázia, v 50. letech na příkaz komunistického režimu tajně odvezena a zcela rozbita. Celkový výtěžek aukce činil 63.000 Kč a byl v plné míře věnován do fondu na obnovení sochy TGM.
Prvního ročníku Dnů otevřených ateliérů v Kraji Vysočina roku 2011 se zúčastnilo 52 výtvarníků (3 členové SVUV)

### Výstavy
- 1991 Oblastní galerie Vysočiny v Jihlavě (společně s KVUH)
- 1992 Horácká galerie Nové Město na Moravě (společně s KVUH)
- 1993 Dům umění Znojmo, Kulturní středisko České Budějovice
- 1994 Dům umění České Budějovice, Kulturní středisko Moravské Budějovice, Kulturní středisko Moravský Krumlov
- 1995 Západomoravské muzeum Třebíč
- 1996 Oblastní galerie Vysočiny v Jihlavě, přehlídka výsledků mezinárodních malířských sympozií Čeřínek 1992–1995
- 1999 Sdružení výtvarných umělců Vysočiny Jihlavy, Výstavní síň Malinova domu, Havlíčkův Brod
- 2006 Křížová chodba hotelu Gustav Mahler, Jihlava
- 2007 Třebíč, Jaroměřice nad Rokytnou
- 2007 Muzeum Vysočiny v Pelhřimově (fotografie)
- 2008 Muzeum Prostějovska, Prostějov, Oblastní galerie Vysočiny v Jihlavě (společně s KVUH)
- 2009 Velké Meziříčí (klub Jupiter)
- 2010 Křížová chodba hotelu Gustav Mahler, Jihlava, Radnice Pumerend, Holandsko
- 2012 Zámek Bzenec (společně s Unií výtvarných umělců Olomoucka)
- 2013 Horácká galerie Nové Město na Moravě (společně s KVUH)
- 2014 Galerie výtvarného umění v Havlíčkově Brodě (společně s KVUH)
- 2015 Spolková výstava v Krajském kulturním středisku ve slovenské Nitře
- 2016 Spolková výstava v Třebíči
- 2017 Spolková výstava SVUV v Galerii v Hlinsku
- 2017 Spolková výstava v Muzeu Vysočiny v Jihlavě
- 2018 Výstava spolku ve Vysokém Mýtě
- 2018 Výstava Spolku výtvarných umělců Vysočiny v Galerii DK Panský dům v Uherském Brodu
- 2019 Spolková výstava v Galerii Hasičský dům v Telči
- 2019 Spolková výstava Výtvarná Vysočina 2019 v Oblastní galerie Vysočiny v Jihlavě